# Красноярово (Амурская область)
Красноя́рово — село в Мазановском районе Амурской области России. Административный центр Краснояровского сельсовета.

## География
Село Красноярово стоит на левом берегу реки Зея, примерно в полукилометре ниже устья реки Бирма.
Через Красноярово проходит автодорога областного значения Свободный — Новокиевский Увал — Экимчан — Златоустовск.
Расстояние до районного центра Мазановского района села Новокиевский Увал (через Леонтьевку, Антоновку, Петровку, Каменку, Белоярово и Мазаново) — 44 км.
В 4 км юго-западнее села проходит федеральная дорога Чита — Хабаровск.
На юго-запад от села Красноярово идёт дорога к сёлам Поповка и Молчаново, далее — к городу Свободный.

## Население
| 2002 | 2010  | 2012  | 2013  | 2014  | 2015 | 2016 |
| ---- | ----- | ----- | ----- | ----- | ---- | ---- |
| 1044 | ↗1061 | ↘1028 | ↘1010 | ↗1011 | ↘989 | ↘978 |
| 2017 | 2018  |       |       |       |      |      |
| ↘975 | ↗981  |       |       |       |      |      |

## Улицы
| - ул. 50 лет Октября, - пер. Больничный, - ул. Зейская, - ул. Керамзитная, - ул. Луговая, | - ул. Мельничная, - ул. Мостовая, - ул. Новая, - ул. Набережная, - пер. Переселенческий, | - ул. Спитак, - ул. Столярная, - ул. Фирсова, - ул. Школьная. |